# Ушаковская (Ленский район)
Ушаковская — деревня в Ленском районе Архангельской области. Входит в состав Сойгинского сельского поселения.

## География
Находится в юго-восточной части Архангельской области на расстоянии приблизительно 73 км на юго-запад по прямой от административного центра района села Яренск на правобережье Вычегды.

## История
Была отмечена еще в 1710 году как поселение с 3 дворами. В 1859 году здесь (деревня Сольвычегодского уезда Вологодской губернии) было учтено 12 дворов.

## Население
Численность населения: 80 человек (1859 год), 0 как в 2002 году, так и в 2010.